# Ел Медина
Ел Медина (арап. المدينة المنورة‎) је провинција на западу Саудијске Арабије. Главни град провинције је Медина. Ел Медина има 1.777.933 становника и површину од 151.990 km2. Густина насељености је 12 по квадратном километру.